# 特里普施塔特
特里普施塔特是德国莱茵兰-普法尔茨州的一个市镇。总面积43.74平方公里，总人口3111人，其中男性1516人，女性1595人（2011年12月31日），人口密度71人/平方公里。